# Antlerita
La antlerita es un mineral de la clase de los minerales sulfatos. Fue descubierta en 1889 en la mina Antler en los montes Hualapai de Arizona, siendo nombrada así por esta localización. Sinónimos poco usados son: arminita, arnimita o stelznerita.

## Características químicas
Es un sulfato hidroxilado de cobre, sin aniones adicionales. Tiene una estructura molecular en lámina heteropoliédrica.
Es metaestable a temperatura ambiente con respecto a la brochantita, en la que se transforma normalmente a altas temperaturas de 60-80 °C. Ha sido observado un pseudomorfismo de cuprita a partir de la antlerita fibrosa.

## Formación y yacimientos
Se forma como mineral secundario, en las zonas de oxidación sometidas a la intemperie en clima árido y condiciones muy ácidas, de yacimientos de minerales del cobre pobres en carbonato.
Suele encontrarse asociado a otros minerales como: brochantita, atacamita, calcantita, kröhnkita, natrocalcocita, linarita o yeso.